# Mordella blanchardi
Mordella blanchardi là một loài bọ cánh cứng trong họ Mordellidae. Loài này được Solier miêu tả khoa học năm 1851.